# Histeridae
Gli Isteridi (Histeridae Gyllenhal, 1808) sono una famiglia di coleotteri dell'infraordine Staphyliniformia che comprende circa 330 generi e 3900 specie, con distribuzione cosmopolita.

## Descrizione
Di piccole o medie dimensioni (sino a 30 mm), hanno corpo scuro o con riflessi metallici, biconvesso.
Sono caratterizzati da elitre che lasciano scoperti gli ultimi tergiti addominali.

## Biologia
Vivono nella materia organica in decomposizione, sotto la corteccia di alberi morti o nelle gallerie di altri insetti xilofagi, nello sterco, nelle carcasse, nei funghi marci; poche specie sono sabulicole, alcune troglobie; alcune specie sono mirmecofile, altre termitofile.
Sia le larve che gli adulti svolgono una importante azione predatoria a spese di altri insetti.

## Tassonomia
La famiglia comprende le seguenti sottofamiglie e tribù:
- Sottofamiglia Niponiinae Fowler, 1912

- Sottofamiglia Abraeinae MacLeay, 1819
  - Tribù Abraeini MacLeay, 1819
  - Tribù Acritini Wenzel, 1944
  - Tribù Acritomorphini Wenzel, 1944
  - Tribù Plegaderini Portevin, 1929
  - Tribù Teretriini Bickhardt, 1914

- Sottofamiglia Trypeticinae Bickhardt, 1913

- Sottofamiglia Trypanaeinae Marseul, 1857

- Sottofamiglia Saprininae Blanchard, 1845

- Sottofamiglia Dendrophilinae Reitter, 1909
  - Tribù Anapleini Olexa, 1982
  - Tribù Bacaniini Kryzhanovskij, 1976
  - Tribù Dendrophilini Reitter, 1909
  - Tribù Paromalini Reitter, 1909

- Sottofamiglia Onthophilinae MacLeay, 1819

- Sottofamiglia Tribalinae Bickhardt, 1914

- Sottofamiglia Histerinae Gyllenhal, 1808
  - Tribù Exosternini Bickhardt, 1914
  - Tribù Histerini Gyllenhal, 1808
  - Tribù Hololeptini Hope, 1840
  - Tribù Omalodini Kryzhanovskij, 1972
  - Tribù Platysomatini Bickhardt, 1914

- Sottofamiglia Haeteriinae Marseul, 1857
  - Tribù Haeteriini Marseul, 1857
  - Tribù Nymphistrini Tishechkin, 2007
  - Tribù Synoditulini Tishechkin, 2007

- Sottofamiglia Chlamydopsinae Bickhardt, 1914